# كأس العالم للسيدات 2023 المجموعة الثامنة
أقيمت مباريات المجموعة الثامنة من نهائيات كأس العالم 2023 ما بين 24 يوليو إلى 3 أغسطس 2023. ضمت المجموعة كلًّا من ألمانيا والمغرب وكولومبيا وكوريا الجنوبية، وتأهل متصدرا الترتيب كولومبيا والمغرب إلى دور الـ16. أقصيت ألمانيا من دور المجموعات لكأس العالم للسيدات لأول مرة في مسيرتها، في حين تأهل المغرب إلى الأدوار الإقصائية في أول مشاركة له في كأس العالم للسيدات، فضلاً عن كونه الوافد الوحيد الذي يتأهل إلى دور الستة عشر. تأهلت كولومبيا إلى دور الستة عشر للمرة الثانية.

## المنتخبات
| ت  | المنتخب        | وعاء | اتحاد      | طريقة التأهل                             | تاريخ التأهل  | المشاركة | آخر ظهور | أفضل نتيجة          | تصنيفات الفيفا | تصنيفات الفيفا |
| ت  | المنتخب        | وعاء | اتحاد      | طريقة التأهل                             | تاريخ التأهل  | المشاركة | آخر ظهور | أفضل نتيجة          | أكتوبر 2022    | يونيو 2023     |
| -- | -------------- | ---- | ---------- | ---------------------------------------- | ------------- | -------- | -------- | ------------------- | -------------- | -------------- |
| H1 | ألمانيا        | 1    | الأوروبي   | الفائز في تصفيات أوروبا المجموعة الثامنة | 3 سبتمبر 2022 | 9        | 2019     | الفائز (2003، 2007) | 3              | 2              |
| H2 | المغرب         | 4    | الإفريقي   | وصيف كأس أمم إفريقيا للسيدات 2022        | 13 يوليو 2022 | 1        | -        | أول مرة             | 76             | 72             |
| H3 | كولومبيا       | 3    | الكونميبول | وصيف كأس أمريكا الشمالية 2022            | 25 يوليو 2022 | 3        | 2015     | دور الـ 16 (2015)   | 27             | 25             |
| H4 | كوريا الجنوبية | 2    | الآسيوي    | وصيف كأس آسيا 2022 للسيدات               | 30 يناير 2022 | 4        | 2019     | دور الـ 16 (2015)   | 17             | 17             |

## الترتيب
| م | الفريق         | لعب | ف | ت | خ | أ.له | أ.ع | أ.ف | نقاط | التأهل                      |
| - | -------------- | --- | - | - | - | ---- | --- | --- | ---- | --------------------------- |
| 1 | كولومبيا       | 3   | 2 | 0 | 1 | 4    | 2   | +2  | 6    | تأهل إلى مرحلة خروج المغلوب |
| 2 | المغرب         | 3   | 2 | 0 | 1 | 2    | 6   | −4  | 6    | تأهل إلى مرحلة خروج المغلوب |
| 3 | ألمانيا        | 3   | 1 | 1 | 1 | 8    | 3   | +5  | 4    |                             |
| 4 | كوريا الجنوبية | 3   | 0 | 1 | 2 | 1    | 4   | −3  | 1    |                             |

في دور الـ16:
- يواجه الفائز في المجموعة الثامنة، كولومبيا، وصيف المجموعة السادسة، جامايكا.
- وصيف المجموعة الثامنة، المغرب، يواجه الفائز في المجموعة السادسة، فرنسا.

## المباريات
جميع الأوقات المذكورة حسب التوقيت المحلي.

### ألمانيا ضد المغرب
| ألمانيا                                                                         | 6–0   | المغرب |
| ------------------------------------------------------------------------------- | ----- | ------ |
| - بوب 11'، 39' - بوهل 46' - أيت الحاج 54' (هـ.ع) - رضواني 79' (هـ.ع) - شولر 90' | تقرير |        |

| ألمانيا | المغرب |

### كولومبيا ضد كوريا الجنوبية
| كولومبيا                       | 2–0   | كوريا الجنوبية |
| ------------------------------ | ----- | -------------- |
| - أوسمي 30' (ر.ج) - كايسدو 39' | تقرير |                |

| كولومْبِيا | كوريا الجنوبية |

### كوريا الجنوبية ضد المغرب
| كوريا الجنوبية | 0–1   | المغرب     |
| -------------- | ----- | ---------- |
|                | تقرير | الجريدي 6' |

| كوريا الجنوبية | المَغْرِب |

### ألمانيا ضد كولومبيا
| ألمانيا       | 1–2   | كولومبيا                     |
| ------------- | ----- | ---------------------------- |
| بوب 89' (ر.ج) | تقرير | - كايسدو 52' - فانيغاس 90+7' |

| ألمانيا | كولومْبِيا |

### كوريا الجنوبية ضد ألمانيا
| كوريا الجنوبية  | 1–1   | ألمانيا |
| --------------- | ----- | ------- |
| تشو سو هيون ‏ 6' | تقرير | بوب 42' |

| كوريا الجنوبية | ألمانيا |

### المغرب ضد كولومبيا
| المغرب       | 1–0   | كولومبيا |
| ------------ | ----- | -------- |
| لحماري 45+4' | تقرير |          |

| المَغْرِب | كولومْبِيا |

## نظام اللعب النظيف
يستخدم نقاط اللعب النظيف ككسر فاصل إذا تعادلت الأرقام الإجمالية والسجلات المباشرة للفرق، يتم احتسابها بناءً على البطاقات الصفراء والحمراء المستلمة في جميع مباريات المجموعة على النحو التالي:
- أول بطاقة صفراء: ناقص 1 نقطة.
- البطاقة الحمراء غير المباشرة (البطاقة الصفراء الثانية): ناقص 3 نقاط.
- البطاقة الحمراء المباشرة: ناقص 4 نقاط.
- البطاقة الصفراء والبطاقة الحمراء المباشرة: ناقص 5 نقاط.

| المنتخب        | المباراة 1 | المباراة 1                    | المباراة 1 | المباراة 1             | المباراة 2 | المباراة 2                    | المباراة 2 | المباراة 2             | المباراة 3 | المباراة 3                    | المباراة 3 | المباراة 3             | النقاط |
| المنتخب        | أنذر       | Yellow card · Yellow-red card | Red card   | Yellow card · Red card | أنذر       | Yellow card · Yellow-red card | Red card   | Yellow card · Red card | أنذر       | Yellow card · Yellow-red card | Red card   | Yellow card · Red card | النقاط |
| -------------- | ---------- | ----------------------------- | ---------- | ---------------------- | ---------- | ----------------------------- | ---------- | ---------------------- | ---------- | ----------------------------- | ---------- | ---------------------- | ------ |
| المغرب         |            |                               |            |                        | 1          |                               |            |                        | 1          |                               |            |                        | –2     |
| كوريا الجنوبية | 2          |                               |            |                        |            |                               |            |                        |            |                               |            |                        | –2     |
| ألمانيا        | 1          |                               |            |                        | 1          |                               |            |                        | 1          |                               |            |                        | –3     |
| كولومبيا       | 2          |                               |            |                        | 3          |                               |            |                        | 1          |                               |            |                        | –6     |